# تودغة السفلى
تودغة السفلى هي قرية ريفية في إقليم تنغير ضمن درعة تافيلالت بالمغرب. كان مجموع عدد سكان «بلدية تودغة السفلى» 12.844 نسمة يعيشون في 1.794 أسرة.(تعداد السكان الرسمي 2004)

## معرض الصور

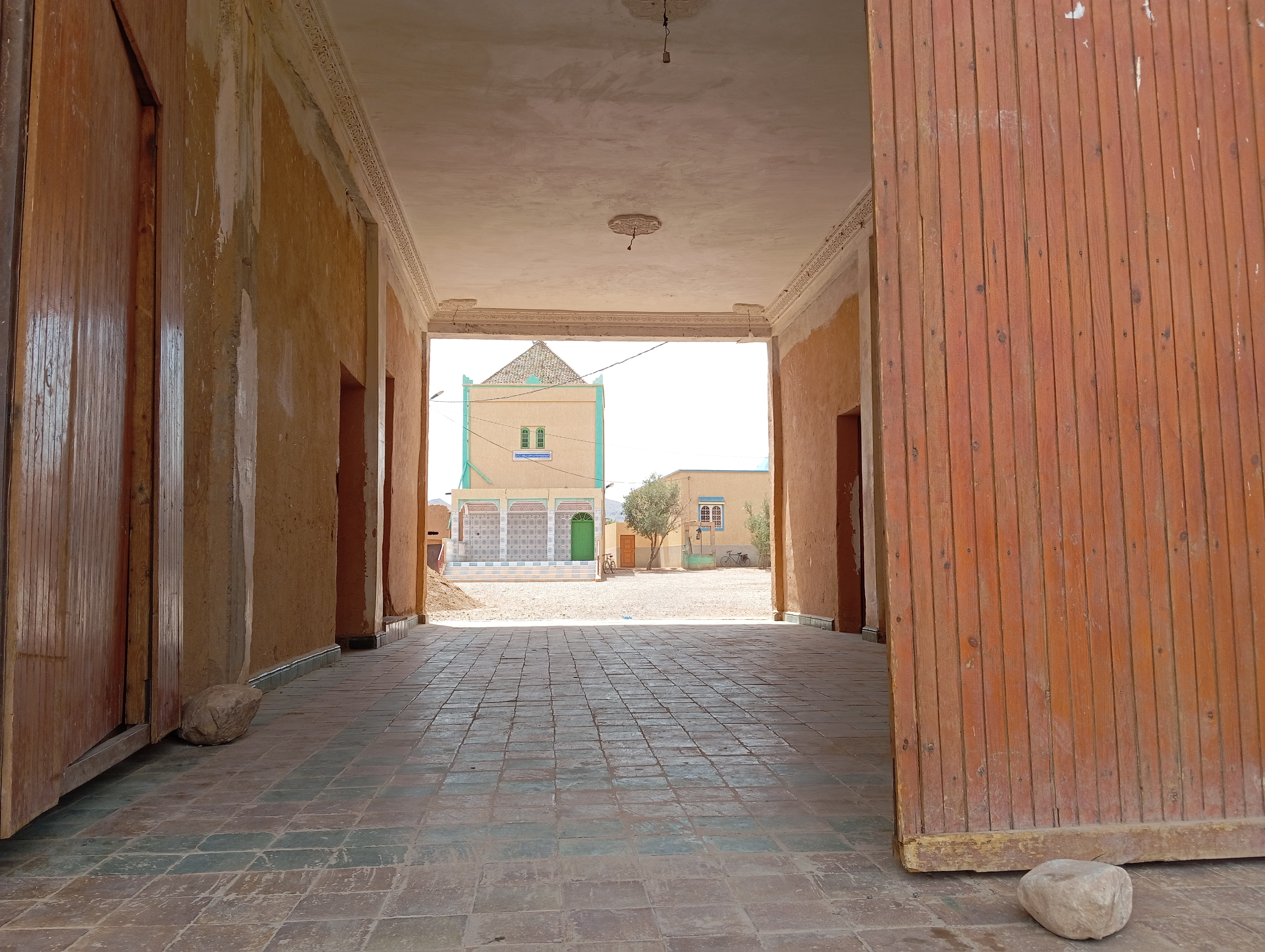
زاوية الحاج عمر إحدى أشهر الزوايا بجنوب شرق المغرب
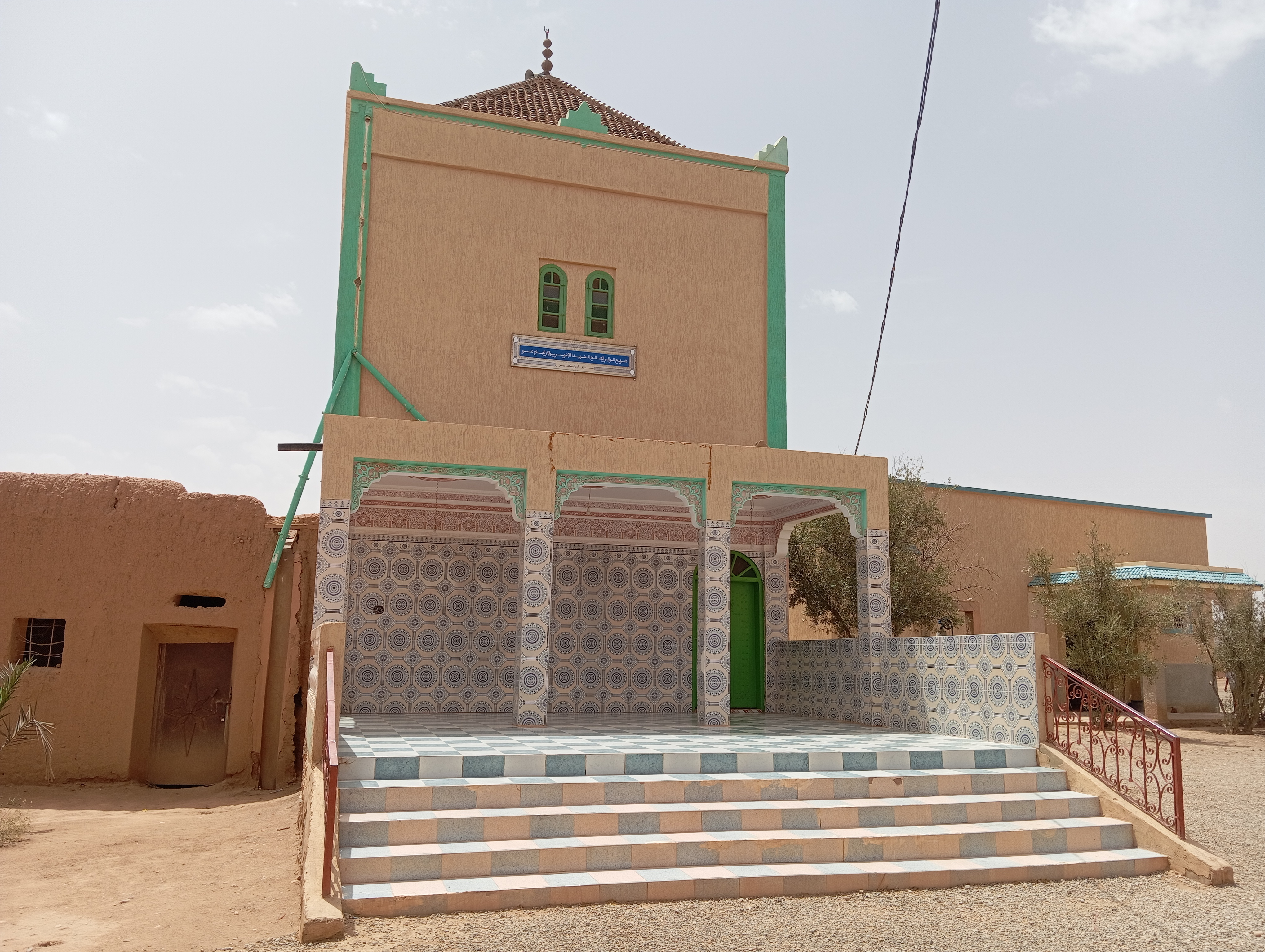
ضريح الحاج عمرو الذي يقام فيه موسم سنوي أسبوعا بعد عيد الأضحى
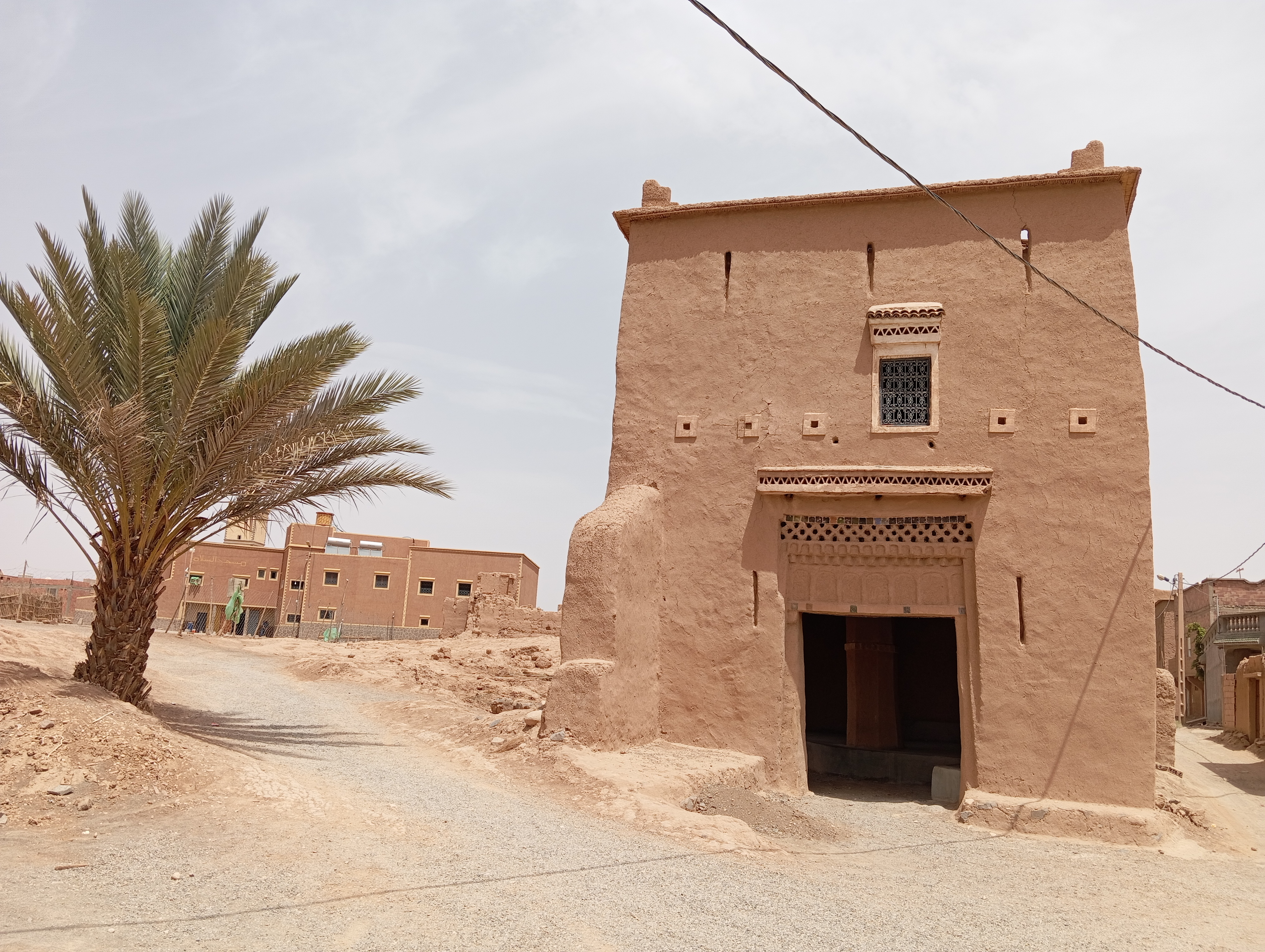
قصر حارة اليمين بتودغى السفلى من أهم المعالم التاريخية، يشكل هذا المدخل برلمانا مصغرا تناقش فيه أمور القبيلة
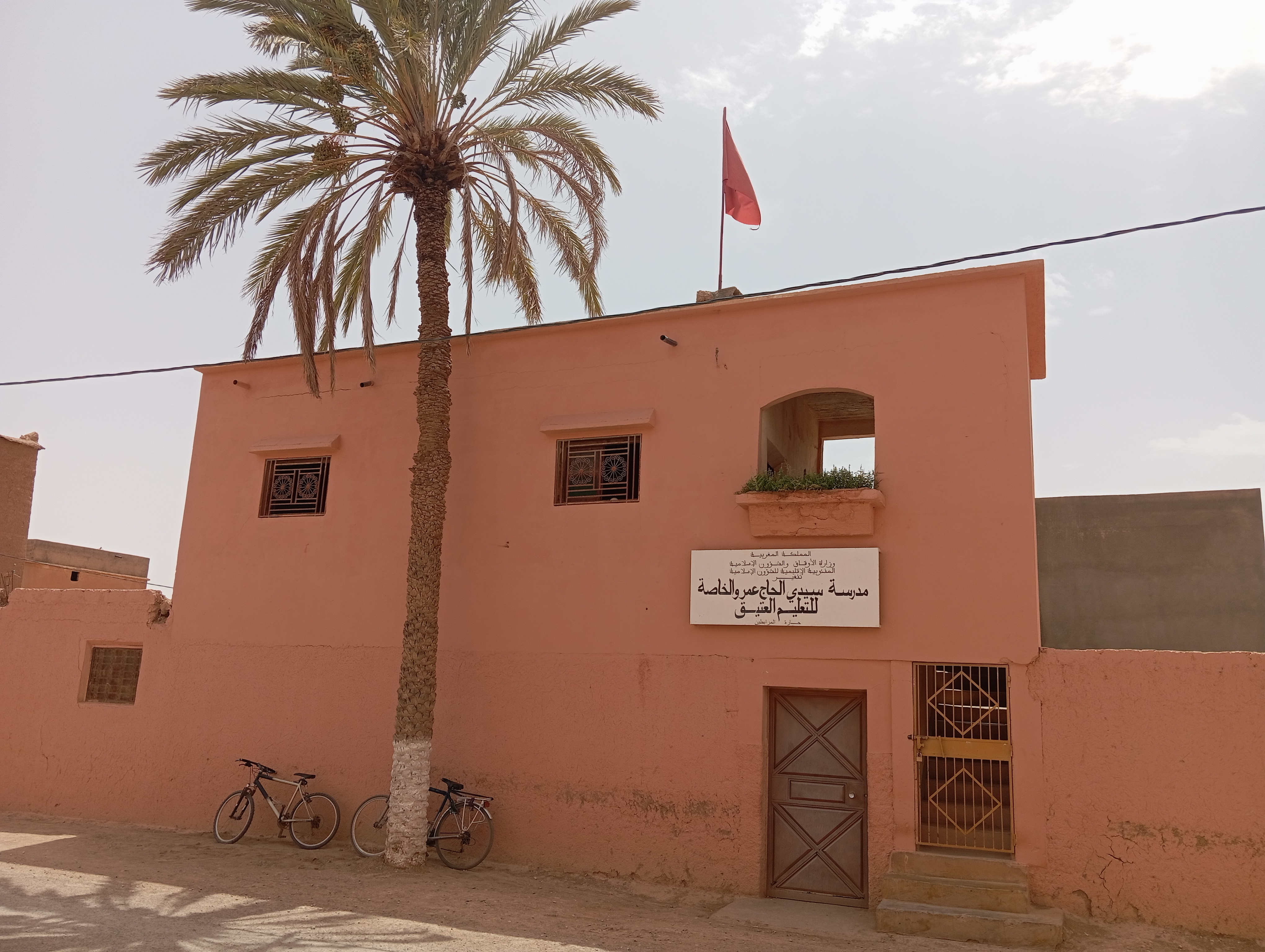
إحدى أقدم وأشهر مدارس التعليم العتيق بالجنوب الشرقي المغربي
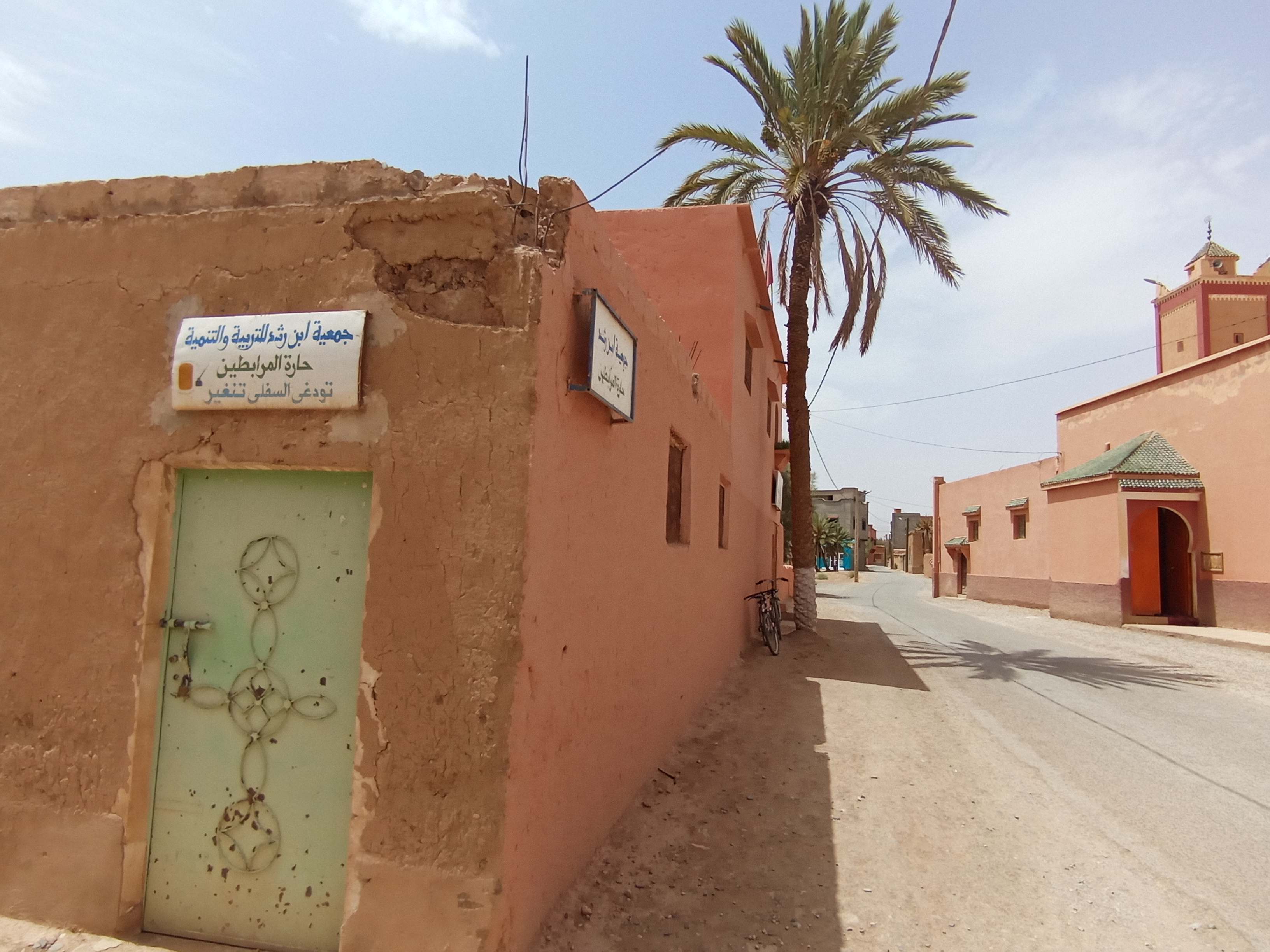
جمعية ابن رشد بحارة المرابطين جماعة تودغى السفلى
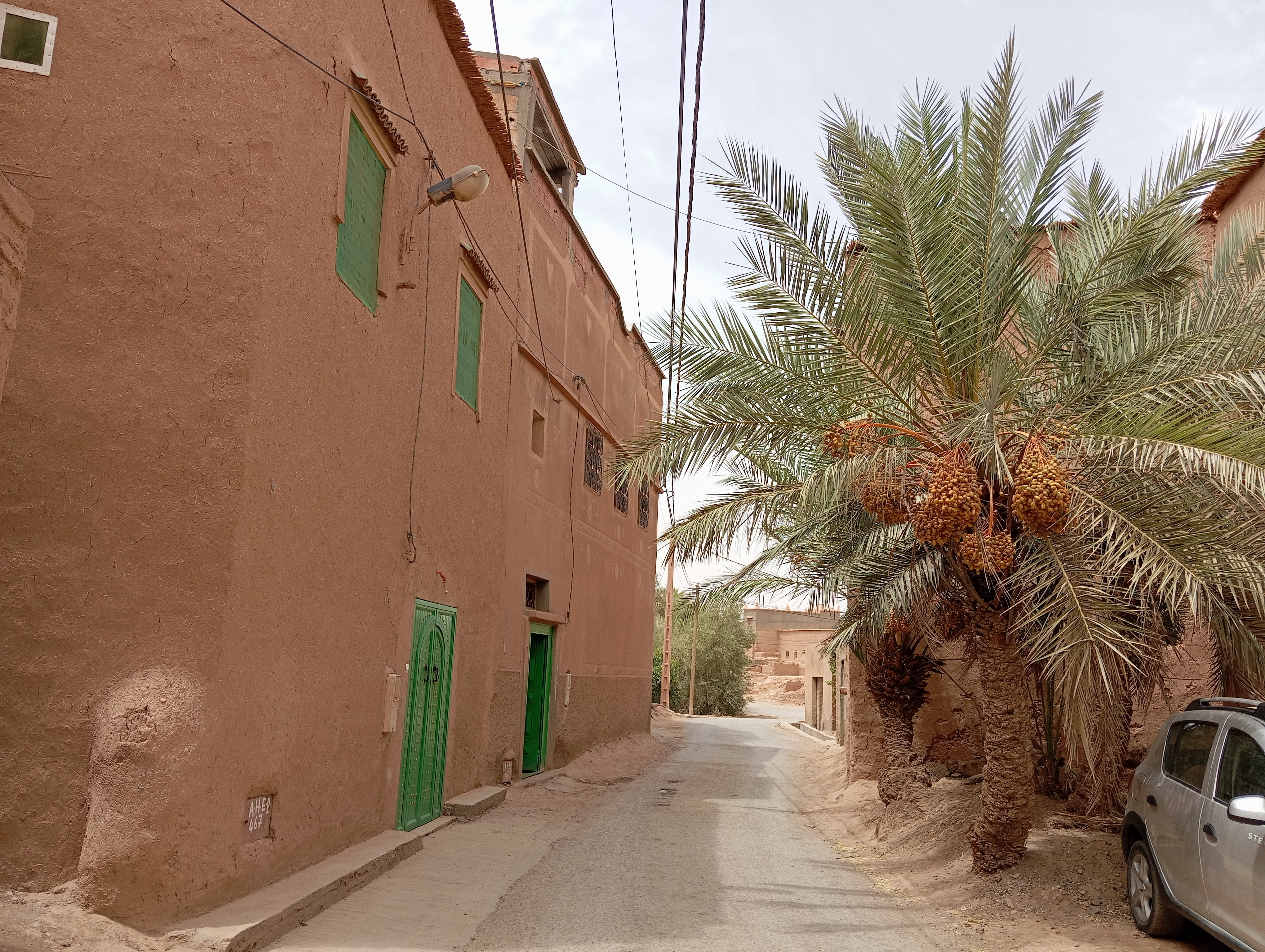
حارة اليمين أحد أهم التجمعات السكنية بتودغى السفلى
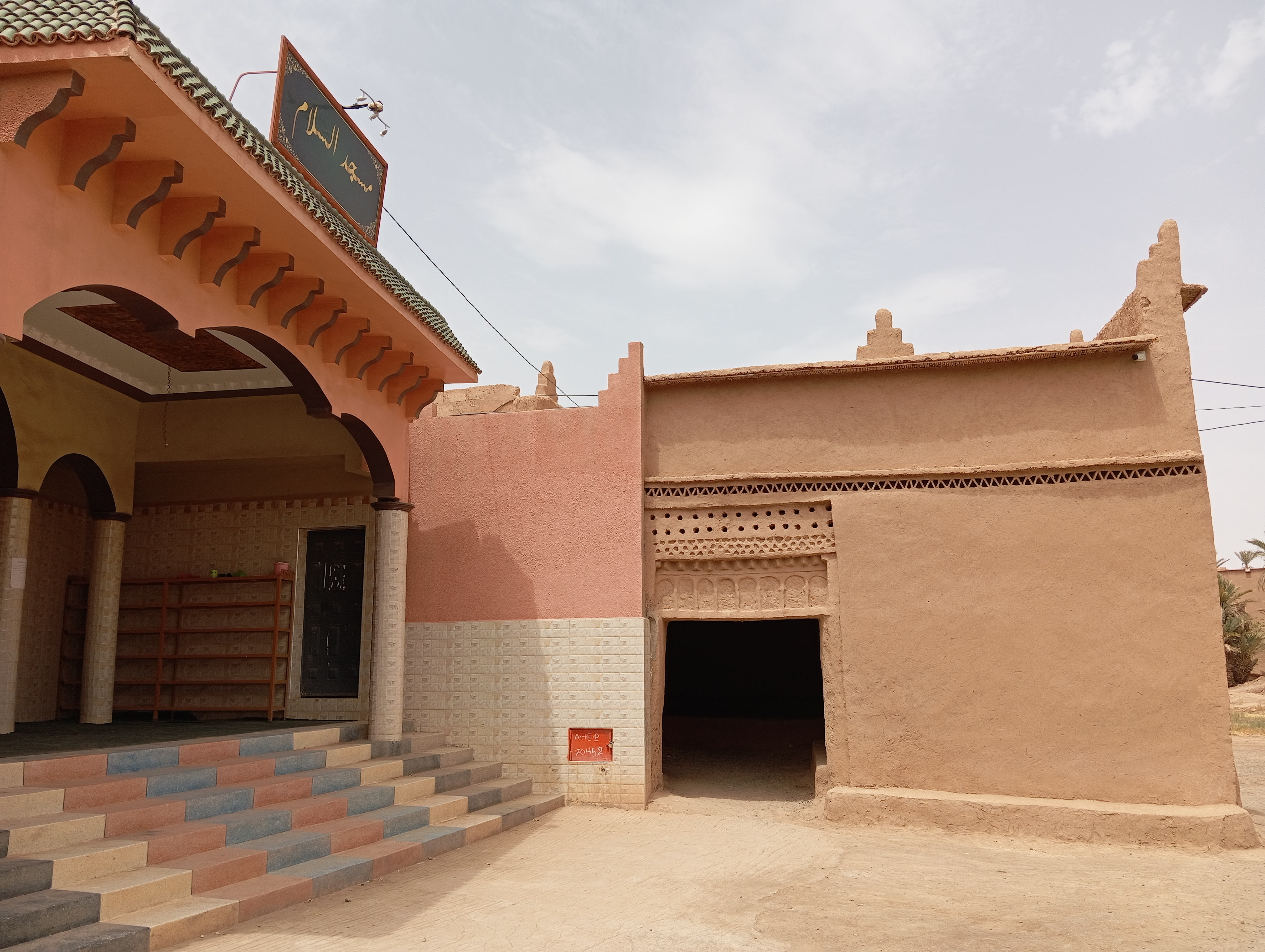
مسجد السلام بحارة اليمين جماعة تودغى السفلى
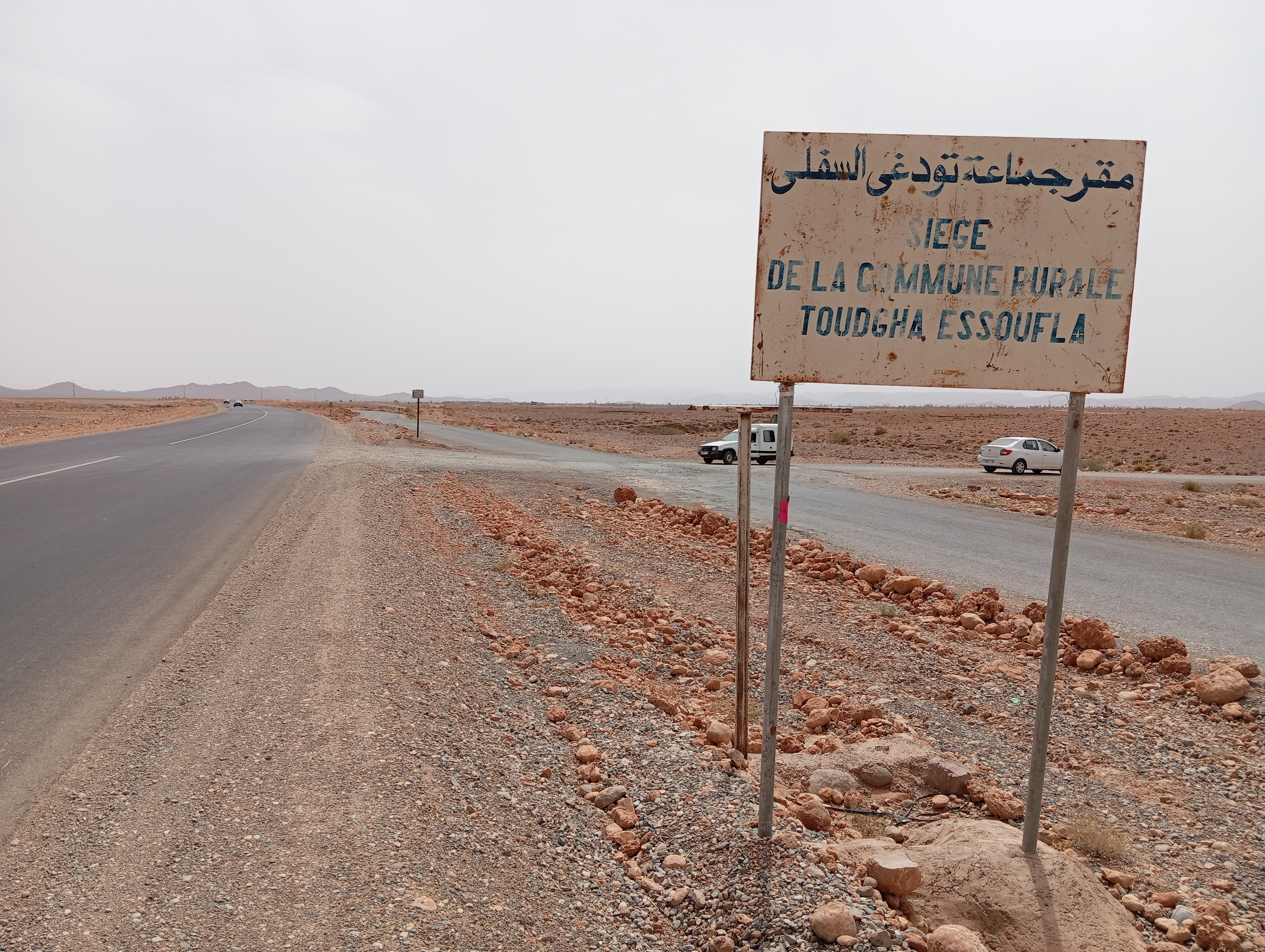
الطريق إلى جماعة تودغى السفلى عبر الطريق الوطنية رقم 10